# Кульпелого
Кульпелого (фр. Koulpélogo) — одна из 45 провинций Буркина-Фасо. Находится в Восточно-Центральном регионе, столица провинции — Уарге. Площадь Кульпелого — 2497 км².
Население по состоянию на 2006 год — 259 395 человек.

## Административное деление
Кульпелого подразделяется на 8 департаментов.